# Euthalia bicolorata
Euthalia bicolorata är en fjärilsart som beskrevs av Embrik Strand 1913. Euthalia bicolorata ingår i släktet Euthalia och familjen praktfjärilar. Inga underarter finns listade i Catalogue of Life.